# Diócesis de Clonard
La diócesis de Clonard o de Cluain Iraird (en latín: Dioecesis Clonerdensis, en inglés: Diocese of Clonard y en irlandés: Deoise na Cluain Iraird) fue una circunscripción eclesiástica de la Iglesia católica en Irlanda. Se trataba de una diócesis latina, sufragánea de la arquidiócesis de Armagh. Fue suprimida en 1202 al ser renombrada como diócesis de Meath y restaurada como diócesis titular en 1969 como diócesis de Clonard o Cluain Iraird. Desde el 10 de junio de 2000 su obispo titular es Peter John Byrne.

## Territorio y organización

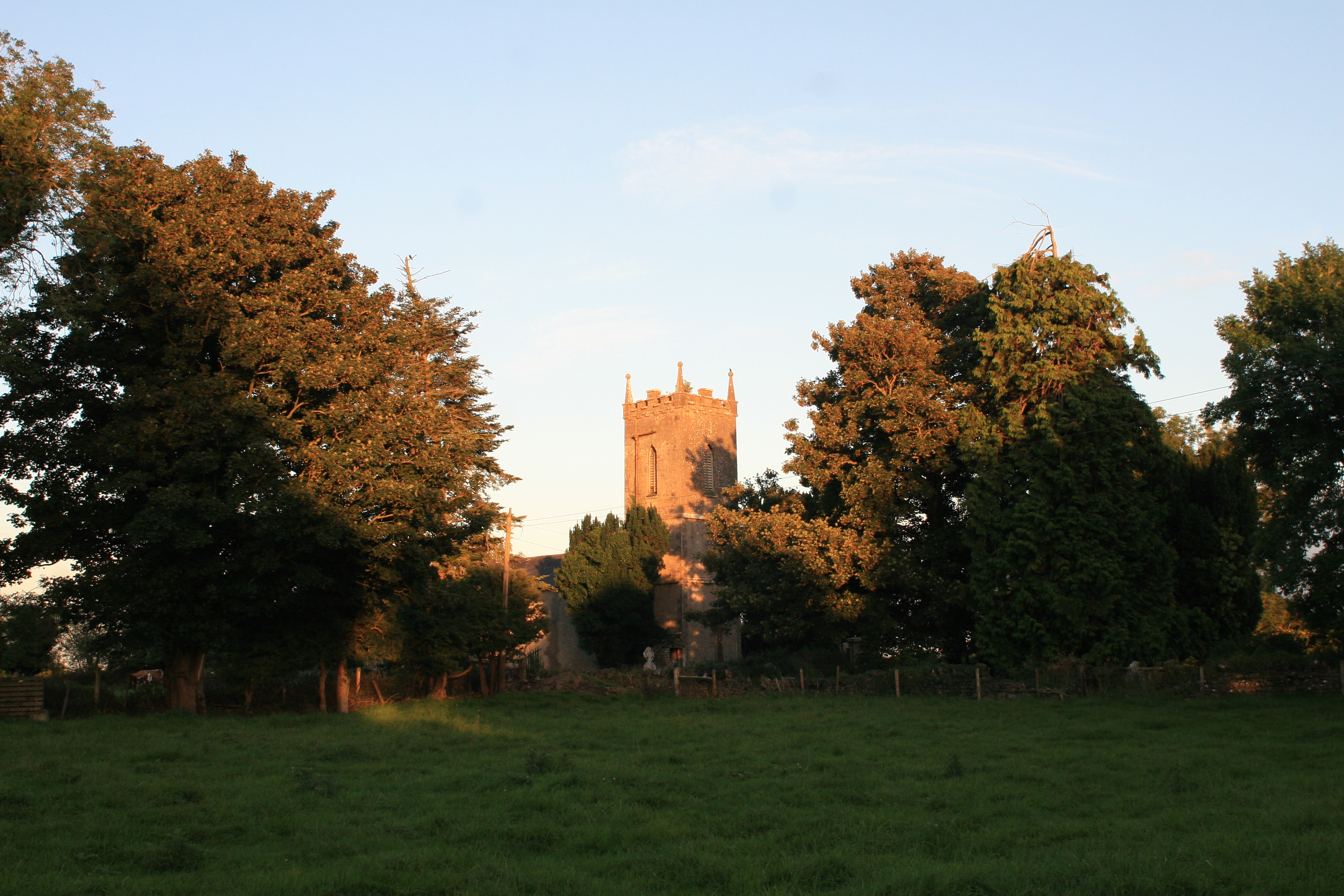
Iglesia anglicana abandonada en el emplazamiento monástico de Clonard

La diócesis extendía su jurisdicción sobre los fieles católicos de rito latino residentes en aproximadamente la parte occidental del Reino de Mide, en el área del condado de Meath en la provincia de Leinster.
La sede de la diócesis se encontraba en la abadía de Clonard, ubicada en el pueblo de Clonard.

## Historia

Mapa que muestra el Reino de Mide circa 900

El monasterio de Clonard fue fundado en torno a 520 por san Finnian, que inicialmente construyó una única celda. El sitio original pudo haber sido en el cercano Ard Relec. Según las crónicas medievales, un ángel mostró a Finnian y le dijo que ese sería el lugar de su resurrección. Finnian había viajado mucho y basó su monasterio en los conocimientos que adquirió en Tours y Llancarfan. Finnian fue enterrado en el mismo lugar tras su muerte aproximadamente en 549. Durante el siglo VI, algunos de los nombres más significativos en la historia del cristianismo irlandés (que serían conocidos como los Doce Apóstoles de Irlanda) pasaron por las aulas del monasterio.
Los orígenes de la diócesis son bastante complejos. Hasta el siglo XII la Iglesia en Irlanda estaba más bien dividida en distritos eclesiásticos que estaban bajo el control de los monasterios y los obispos no tenían jurisdicciones propias, sino sedes residenciales. Esto también explicaría cómo en el primer milenio aparecen varias sedes menores asociadas a la sede de Clonard: Duleek, Trim, Kenlis (o Kells), Ardbraccan, Dunshaughlin, Slane y Foure. Clonard era entre estas la sede principal, a la que se unían las otras, en algunos casos no menos antiguas. Por ejemplo, Duleek fue fundada por san Kenan, quien murió en 488 o 489.
Clonard y Duleek se encuentran entre las diócesis establecidas por el Sínodo de Ráth Breasail en 1111. En el sínodo incorporó el territorio de la suprimida abadía nullius de Dunshaughlin y seguramente el de la abadía nullius de Trim.
El Sínodo de Kells en 1152 estableció en Irlanda las diócesis territoriales que existían en el resto de Europa y marcó el nacimiento de la diócesis moderna, como sufragánea de la arquidiócesis de Armagh. En efecto, parece que Clonard tenía una primacía de honor entre las sufragáneas de la provincia eclesiástica. 
En 1113, Connor, rey de Munster, saqueó Meath y se llevó por la fuerza las riquezas de toda la provincia, que habían sido guardadas por seguridad en la iglesia de la abadía. Una gran parte de la abadía, y toda la biblioteca, se perdieron durante un incendio en 1143. La abadía y la ciudad fueron saqueadas e incendiadas en 1170, por M'Murcha, ayudado por Strongbow y los normandos. Tras su reconstrucción, fue nuevamente destruido de manera similar en 1175 Ese mismo año, Walter, hijo de Hugh de Lacy, levantó un monasterio agustino, probablemente sobre las ruinas del viejo monasterio. 
En 1160 incorporó el territorio de la suprimida diócesis de Duleek.
Clonard comenzó a decaer en el siglo XII y los obispos de Clonard adquirieron la mayor parte de Meath como territorio propio y usaron con frecuencia el título de «obispo de Meath» u «obispo de los hombres de Meath». Tras el traslado del obispo Simon Rochfort de su sede de Clonard a Trim en 1202, el tratamiento habitual pasó a ser el de «obispo de Meath» y la sede fue renombrada diócesis de Meath. 

### Diócesis titular
Desde 1969 Clonard figura entre las sedes episcopales titulares de la Iglesia católica como diócesis de Clonard o Cluain Iraird. Desde el 10 de junio de 2000 su obispo titular es Peter John Byrne, obispo auxiliar de la arquidiócesis de Nueva York.

## Episcopologio

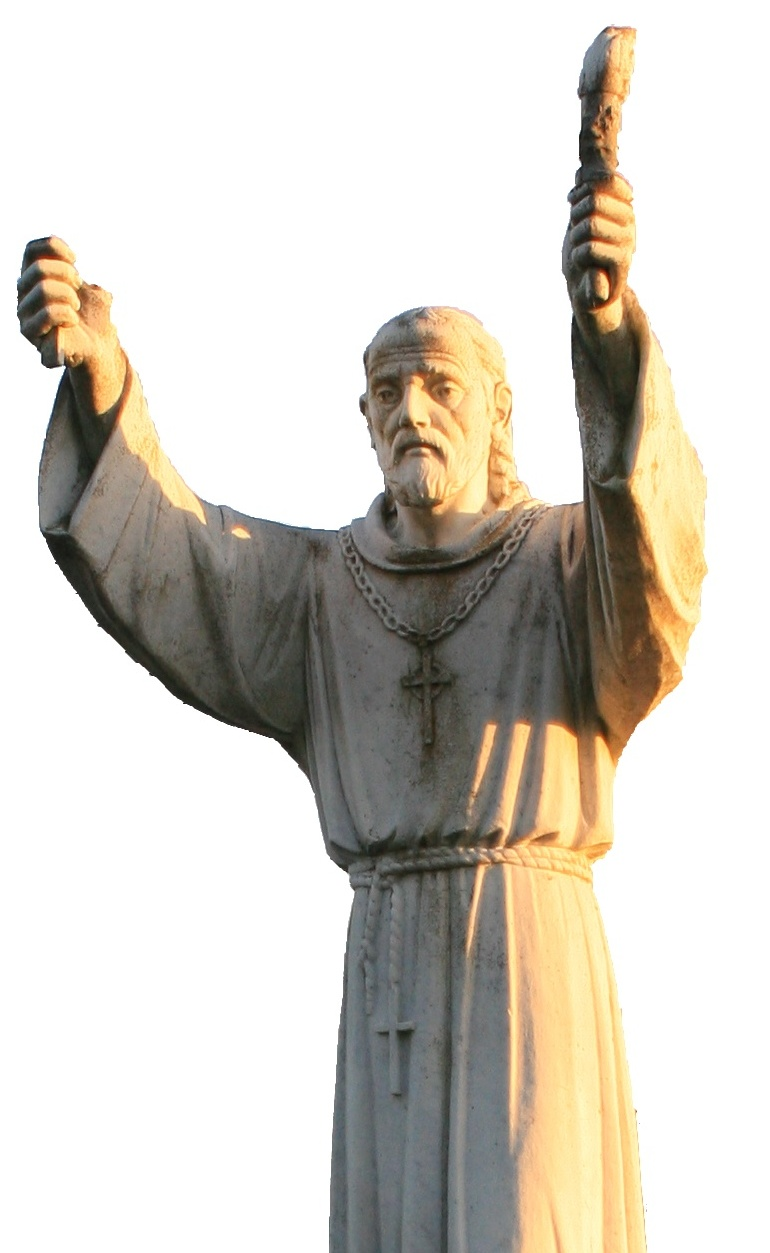
San Finnian, fundador de la abadía de Clonard

- San Finnian † (?-12 de diciembre de 552 falleció)
- San Senach † (?-27 de agosto de 587 falleció)
- Fiachre † (?-8 de febrero? falleció)
- Colman O'Telduibh † (?-2 de febrero de 652 falleció)
- Osenius † (652-1 de mayo de 652 falleció)
- Ultan O'Conga † (?-1 de julio de 665 falleció)
- San Becan † (?-16 de abril de 687 falleció)
- Colman O'Heir † (?-9 de febrero de 700 falleció)
- Dubdan O'Forlan † (?-716 falleció)
- Aelchire † (?-726 falleció)
- Fienmael MacGirthid † (?-30 de marzo de 731 falleció)
- San Tola MacDunchad † (?-3 de marzo de 733 falleció)
- Beglatneu † (?-755 falleció)
- Fulertach MacBrec † (circa 755-29 de marzo de 774 falleció)
- Algnied † (?-8 de marzo de 778 falleció)
- Cormac MacSuibne † (?-828 falleció)
- Suarleagh † (?-868 falleció)
- Cormac † (?-882 falleció)
- Rumold MacCathasach † (?-919 falleció)
- Colman MacAilild † (?-7 de febrero de 924 falleció)
- Ferdonmagh MacFlanagan † (?-930 falleció)
- Mael Mochte † (?-940 falleció)
- Maelfechin † (?-942 falleció)
- Becan MacLactnan † (?-971 falleció)
- Faithman † (?-1010 falleció)
- Tuathal O'Dunluing (od O'Dubanrick) † (?-1028 o 1029 falleció)
- Cellach O'Clerchen † (?-1043 falleció)
- Tuathal O'Follanmuin † (?-1055 falleció)
- Tigernach Boircech † (?-1061 falleció)
- Muchertach MacLongsec † (?-1092 falleció)
- Idunan † (mencionado en 1096)
- Conchobhar † (?-1117 falleció)
- Fiachry † (?-1135 falleció)
- Gillachrist O'Hagan † (?-1136 falleció)
- Eochaid O'Kelly † (?-1140 falleció)
- O'Folloman † (?-1150 falleció)
- Ethric O'Miadachain † (1150-1173 o 1174 falleció)
- Eugene † (1174-circa 1194 falleció)
- Simon de Rochfort † (1194-1202 sede trasladada como diócesis de Meath)

### Obispos titulares
- René Toussaint, O.M.I. † (21 de mayo de 1970-23 de julio de 1976 renunció)
- Austin Bernard Vaughan † (24 de mayo de 1977-26 de junio de 2000 falleció)
- Michael Francis Burbidge (21 de junio de 2002-8 de junio de 2006 nombrado obispo de Raleigh)
- Timothy John Costelloe, S.D.B. (30 de abril de 2007-20 de febrero de 2012 nombrado arzobispo de Perth)
- Peter John Byrne, desde el 14 de junio de 2014